# Chenevières
Chenevières é uma comuna francesa na região administrativa de Grande Leste, no departamento de Meurthe-et-Moselle. Estende-se por uma área de 4,54 km². Em 2010 a comuna tinha 501 habitantes (densidade: 110,4 hab./km²).